# Bantz John Craddock
Bantz John Craddock (født 24. august 1949) er en general fra USA's hær. Craddock besad posten som Supreme Allied Commander Europe (SACEUR), NATO's militære øverstbefalende, fra 7. december 2006 til 2. juli 2009. Han var chef for United States Southern Command fra 9. november 2004 til han blev SACEUR 4. december 2006.